# Qu Bo
Qu Bo (chiń. 曲波; pinyin Qǔ Bō; ur. 15 lipca 1981 w Tianjin) – chiński piłkarz występujący na pozycji pomocnika lub napastnika w Tianjin Teda.

## Kariera klubowa
Qu Bo pochodzi z Tianjin. W latach 1997–1998 uczęszczał do szkółki piłkarskiej miejscowego klubu Tianjin Locomotive. Swoją zawodową karierę piłkarską rozpoczął w roku 2000 w klubie Qingdao Jonoon, w którym występuje do dziś. W pierwszym sezonie tam spędzonym (wówczas jego klub nosił nazwę Qingdao Hainiu) rozegrał 17 spotkań ligowych i strzelił 8 bramek a jego ekipa zajęła 11. miejsce w tabeli chińskiej ligi. W roku 2003 Qu Bo miał przejść do Tottenhamu Hotspur, jednak ostatecznie nie dostał na to pozwolenia. W 2010 roku odszedł do Guizhou Renhe, a w 2014 trafił do Qingdao Hainiu. W 2016 został zawodnikiem Tianjin Teda. Przed rozpoczęciem sezonu 2017 ogłosił zakończenie kariery.

## Kariera reprezentacyjna
Qu Bo występował na Mistrzostwach Azji do lat 19. Strzelił na nich 4 bramki. W kadrze A zadebiutował w roku 2001. Rok później Velibor Milutinović powołał go do 23-osobowego składu na Mundial. Na tym turnieju Chiny zajęły ostatnie miejsce w swojej grupie a sam Qu zagrał we wszystkich 3 spotkaniach. Łącznie w barwach narodowych wystąpił 34 razy i 8 razy wpisał się na listę strzelców.